# Lomax
Lomax é um género botânico pertencente à família das orquídeas (Orchidaceae).